# レノア郡 (ノースカロライナ州)
レノア郡（英: Lenoir County）は、アメリカ合衆国ノースカロライナ州の南部に位置する郡である。2010年国勢調査での人口は59,495人であり、2000年の59,648人から0.3%減少した。郡庁所在地はニューズ川沿いにあるキンストン市（人口21,677人）であり、同郡で人口最大の都市でもある。

## 歴史
レノア郡は1791年にドブス郡（現在は廃郡）の南部が分離して、ヨーロッパ系アメリカ人によって設立された。郡名はアメリカ独立戦争時の士官であり、キングスマウンテンの戦いに参戦したウィリアム・レノア（1751年-1839年）に因んで名付けられた。レノアは著名な政治指導者だった。レノア郡が設立されたとき、ノースカロライナ州上院の議長を務めていた。

## 郡政府
レノア郡は地域の東部カロライナ自治体委員会のメンバーである。

## 地理
アメリカ合衆国国勢調査局に拠れば、郡域全面積は402平方マイル (1,041.2 km2)であり、このうち陸地400平方マイル (1,036.0 km2)、水域は2平方マイル (5.2 km2)で水域率は0.56%である。ニューズ川が郡内を流れており、その両岸に領域がある。

## 郡区
レノア郡は12の郡区に分割されている。コンテントニーネック、フォーリングクリーク、インスティチュート、キンストン、モースリーホール、ニューズ、ピンクヒル、サンドヒル、サウスウェスト、トレント、バンス、ウッディントンの各郡区である。

### 交通

#### 空港、鉄道、バス
- 空港: キンストン地域ジェットポート (IATA: ISO, ICAO: KISO) からフロリダ州オーランド行きの定期便が発着している。ローリー・ダーラム国際空港が最も近い主要空港であり、国内外45か所以上とを結ぶ定期便が運航されている。
- 鉄道: 郡内を旅客鉄道は通っていない。最も近いアムトラックの駅はセルマにある。
- バス: キンストンを発着するグレイハウンドのバスが運行されている。

#### 主要高規格道路
- 郡内の幹線道は アメリカ国道70号線であり、ノースカロライナ州海岸や州間高速道路95号線に接続している。
- 郡内を通るその他の高規格道路として、 アメリカ国道258号線、 ノースカロライナ州道11号線、 ノースカロライナ州道58号線、 ノースカロライナ州道903号線、 ノースカロライナ州道55号線がある。
- 州間高速道路では95号線が80キロメートル西のセルマを通っているのが最も近い。

### 隣接する郡
- グリーン郡 - 北
- ピット郡 - 北東
- クレイブン郡 - 東
- ジョーンズ郡 - 南東
- デュプリン郡 - 南西
- ウェイン郡 - 西

## 人口動態
以下は2000年国勢調査による人口統計データである。
| 基礎データ - 人口: 59,648人 - 世帯数: 23,862 世帯 - 家族数: 16,178 家族 - 人口密度: 58人/km2（149人/mi2） - 住居数: 27,940軒 - 住居密度: 26軒/km2（68軒/mi2） 人種別人口構成 - 白人: 58.1% - アフリカン・アメリカン: 40.9% - ネイティブ・アメリカン: 0.2% - アジア人: 0.4% - 太平洋諸島系: 0.1% - その他の人種: 1.88% - 混血: 0.2% - ヒスパニック・ラテン系: 3.8% | 年齢別人口構成 - 18歳未満: 25.6% - 18-24歳: 7.9% - 25-44歳: 27.6% - 45-64歳: 24.6% - 65歳以上: 15.1% - 年齢の中央値: 38歳 - 性比（女性100人あたり男性の人口） - 総人口: 90.3 - 18歳以上: 84.7 世帯と家族（対世帯数） - 18歳未満の子供がいる: 31.3% - 結婚・同居している夫婦: 46.4% - 未婚・離婚・死別女性が世帯主: 17.3% - 非家族世帯: 32.2% - 単身世帯: 28.4% - 65歳以上の老人1人暮らし: 11.8% - 平均構成人数 - 世帯: 2.43人 - 家族: 2.96人 | 収入と家計 - 収入の中央値 - 世帯: 30,952米ドル - 家族: 38,915米ドル - 性別 - 男性: 28,879米ドル - 女性: 21,536米ドル - 人口1人あたり収入: 16,744米ドル - 貧困線以下 - 対人口: 17.1% - 対家族数: 12.6% - 18歳未満: 22.0% - 65歳以上: 18.4% |

## 都市と町

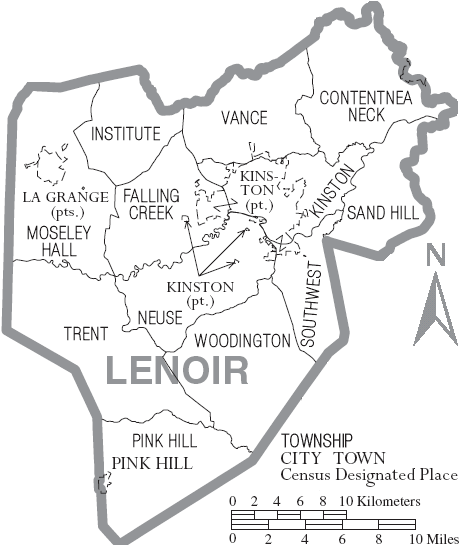
レノア郡の自治体と郡区

- グリフトン
- キンストン - 郡庁所在地
- ラグレンジ
- ピンクヒル
- ディープラン

## 教育
キンストン市とレノア郡は1992年に教育学区を合併させた。高校3校、中学校3校、小学校8校がある。オールターナティブスクールも1校ある。
私立学校としては、アレンデル・パロット・アカデミーとベセル・クリスチャン・アカデミーの2校と、キンストン・チャーター・アカデミーおよびチルドレンズビレッジ・アカデミーのチャータースクールが2校ある。

## 医療
郡内キンストン市には、261床の非営利施設であるレノア記念病院がある。